# National Center for Biotechnology Information
Le National Center for Biotechnology Information (NCBI, littéralement en français : « Centre national  pour les informations biotechnologiques ») est un institut national américain pour l'information biologique moléculaire.

## Historique
Cet organisme, fondé en 1988 et situé à Bethesda dans le Maryland, fait partie de la Bibliothèque américaine de médecine, un des Instituts américains de la santé.

## Missions
Le NCBI conduit des recherches dans la biologie informatique, développe des logiciels pour analyser des données de génome et fournir des informations biomédicales.
Le NCBI n'est pas une base de données, mais il développe aussi des bases de données publiques telles que :
- GenBank ;
- dbSNP ;
- RefSeq ;
- PubMed.

Il est en quelque sorte le pendant américain de l’Institut européen de bio-informatique (EBI).
Le NCBI propose et contient une base de données NCBI taxonomy qui n'est qu'indicative. Le site internet du NCBI précise que cette base n'est pas une source fiable pour la nomenclature ou de classification, et qu'il faut consulter la littérature scientifique pertinente pour les informations les plus fiables. La taxonomie du NCBI représente environ 10 % des espèces vivantes de la planète. Cette taxonomie est une classification curée et se propose comme une nomenclature organisée pour les séquences d'organismes dans des bases de données publiques,. 
Le TaxID (identifiant unique dans la taxonomie du NCBI) sert de lien entre les trois bases de données du International Nucleotide Sequence Database Collaboration (INSDC, en français : « Collaboration internationale en bases de données de séquences nucléotidiques ») dont sont membres la DNA Data Bank of Japan (DDBJ), le NCBI (États-Unis) et l'Institut européen de bio-informatique (EMBL-EBI, Europe).